# Гослар
Ґослар (нім. Goslar, ниж.-нім. Goslär) — місто у Німеччині, районний центр, розташований у землі Нижня Саксонія біля підніжжя гірського масиву Гарц.
Входить до складу району Гослар. Займає площу 92,58 км². Офіційний код — 03 1 53 005.
Місто поділяється на 12 міських районів. На південний схід від міста розташована гора Боксберг з бобслейною трасою.

## Демографія
Населення становить 50 010 ос. (станом на 31 грудня 2021).
| Рік  | Населення |
| ---- | --------- |
| 1821 | 7547      |
| 1848 | 9748      |
| 1871 | 11900     |
| 1885 | 15997     |
| 1905 | 23640     |
| 1925 | 27881     |
| 1933 | 29538     |
| 1939 | 34371     |

| Рік  | Населення |
| ---- | --------- |
| 1946 | 47855     |
| 1950 | 53804     |
| 1956 | 53236     |
| 1961 | 54151     |
| 1968 | 53819     |
| 1970 | 52649     |
| 1975 | 53963     |
| 1980 | 52556     |

| Рік  | Населення |
| ---- | --------- |
| 1985 | 49636     |
| 1990 | 46251     |
| 1995 | 46142     |
| 2000 | 44278     |
| 2005 | 43119     |

## Історія міста
Перша згадка про місто Ґослар датується 922 роком, коли Генріхом I було засновано поселення біля гори Раммельсберг. Після початку видобутку вугілля і міді починається розвиток Ґослара, при Генріху II центром стає імператорський середньовічний замок. Пізніше при Конраді II зводиться каплиця Діви Марії, що не збереглася до XXI століття.
При правлінні Генріха III та його дружини Агнеси починається розквіт міста. Саме під час їхнього правління добудовуються і будуються багато установ, як наприклад, закінчення робіт зі зведення імперського пфальцу, будівництво церкви Святого Симона та святого Юди.
З 1081 по 1802 роки Ґослар мав статус імперського міста.
Ґослар — місто гірників у гірському масиві Гарца (Центральна Німеччина), розташоване поблизу рудної гори Раммельсберг, яка розроблялася гірниками з Х ст. На початку XIII ст. ченцями-цистерціанцями в Ґосларі був заснований монастир і розпочалася масштабна діяльність з пошуку й видобутку кольорових металів, здебільшого — срібла. Родовища експлуатувалися протягом тисячоліття. Сьогодні шахта-музей у Ґосларі (Раммельсберзі) увійшла до списку Всесвітньої культурної спадщини ЮНЕСКО. Найдавніші виробки рудника, що збереглися, датують 1150 роком.

## Відомі уродженці та жителі
- Гельмольд — християнський місіонер, автор «Слов'янської хроніки».
- Генріх IV (1050–1106) — римський імператор.
- Моріц Саксонський (1696–1750) — французький полководець.
- Альберт Німан (1834–1861) — аптекар та хімік.
- Ернст Пістулла (1906–1944) — боксер.
- Дітер Цехлін (н. 1926) — піаніст.
- Фолькер Барч (н. 1953) — художник, скульптор.
- Зігмар Габрієль (н. 1959) — політик.
- Матіас Гайн (н. 1972) — футболіст.
- Аарон Гант (н. 1986) — футболіст.
- Максимів Мирон (нар. 1946) — український і канадський диригент.
- Йоханнес Соодла — офіцер Естонської армії під час війни за незалежність, командир організації Омакайтсе, один із командирів 20-ї гренадерської дивізії СС (1-ша естонська).

## Фотографії

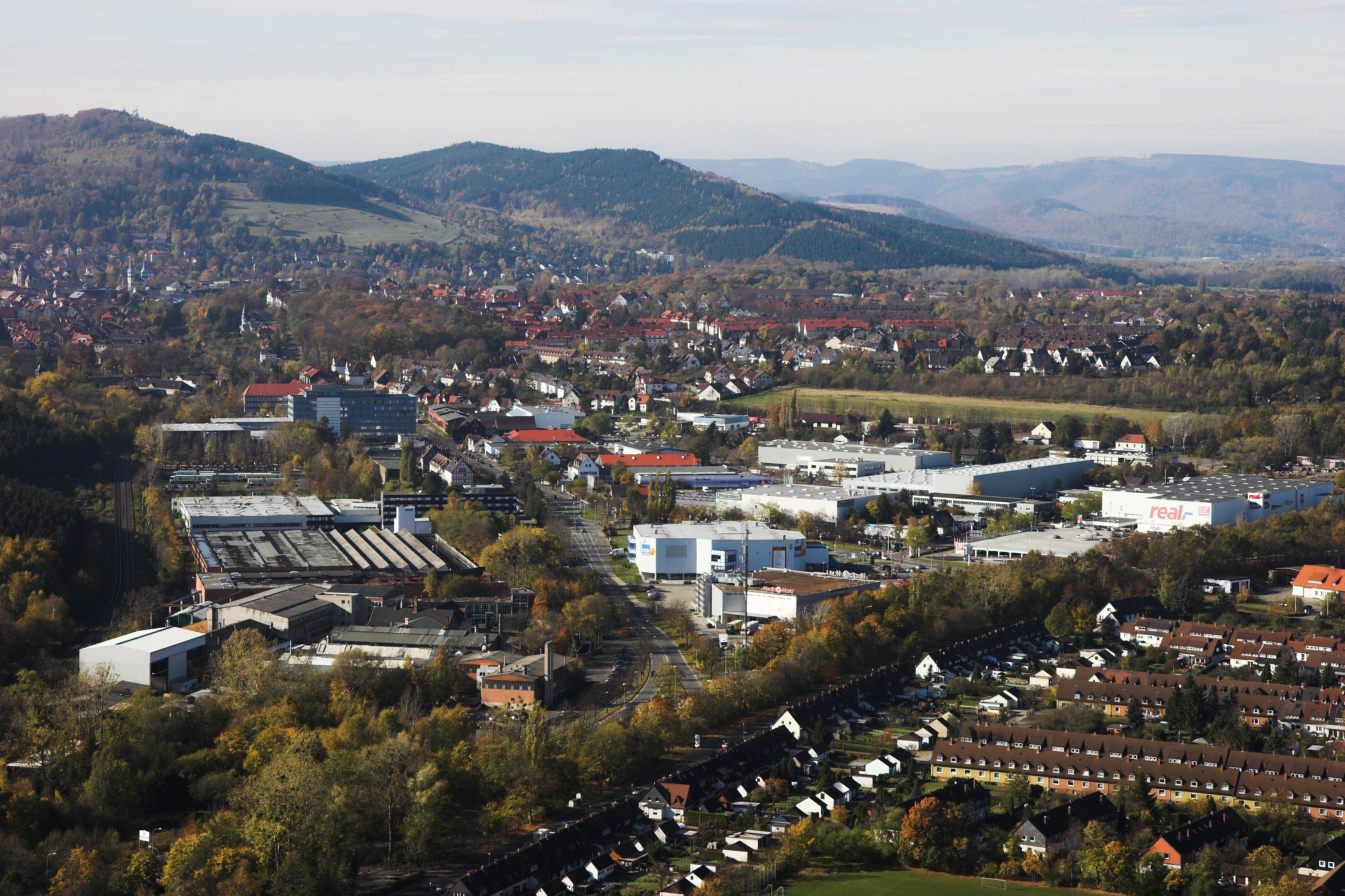
Панорама міста
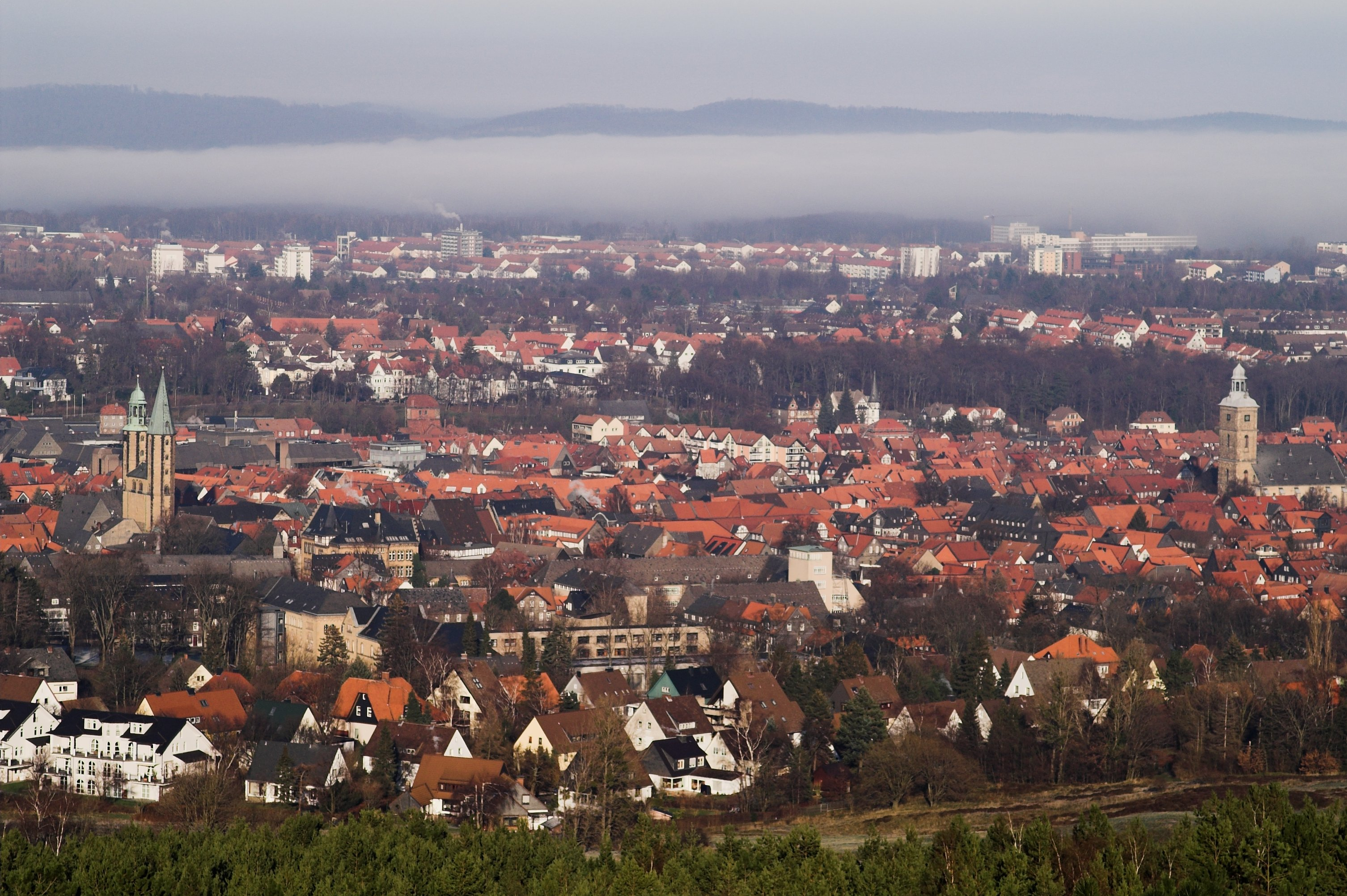
Панорама міста
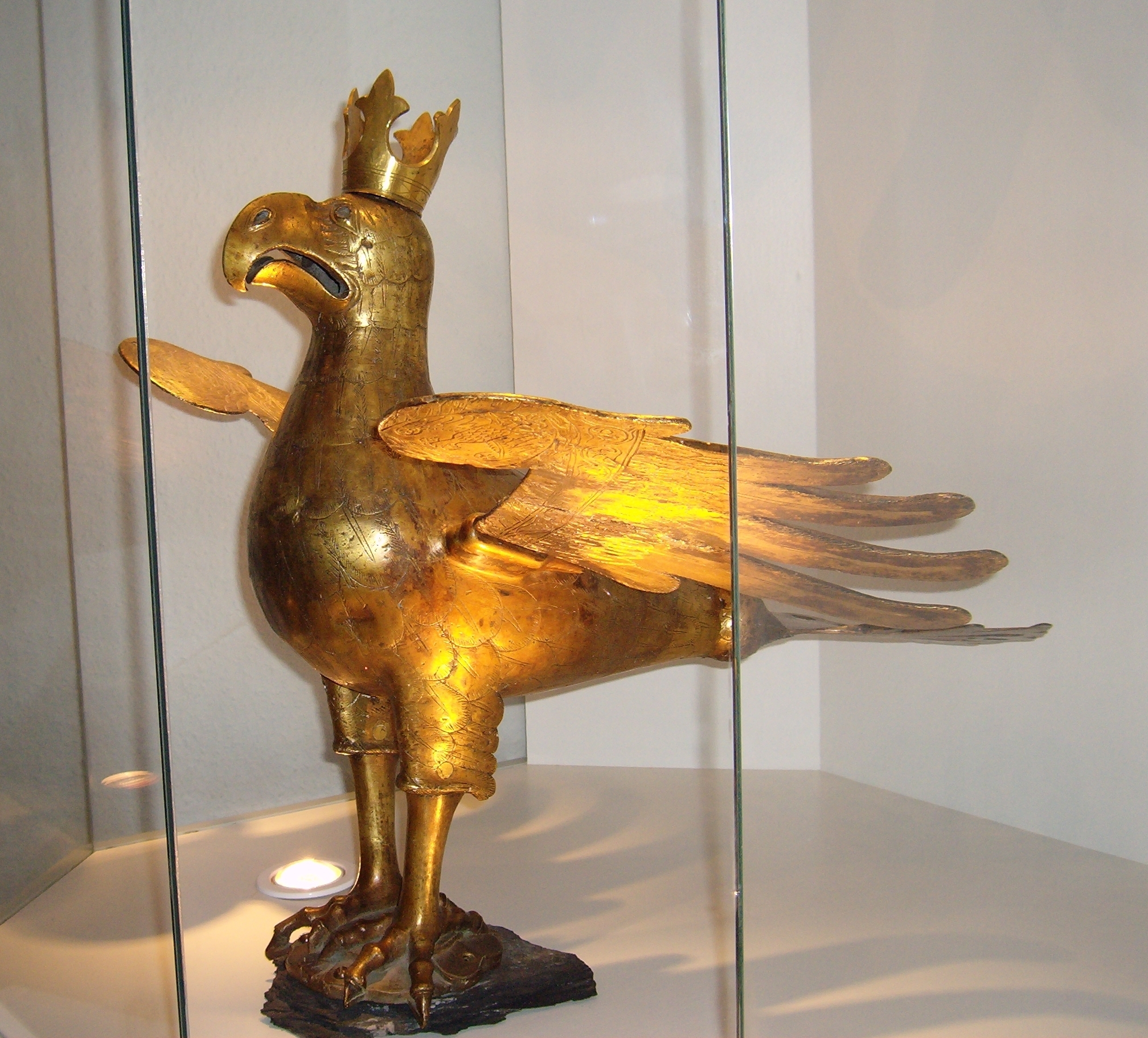
Символ імперської влади золотий орел. Оригінал, Краєзнавчий музей
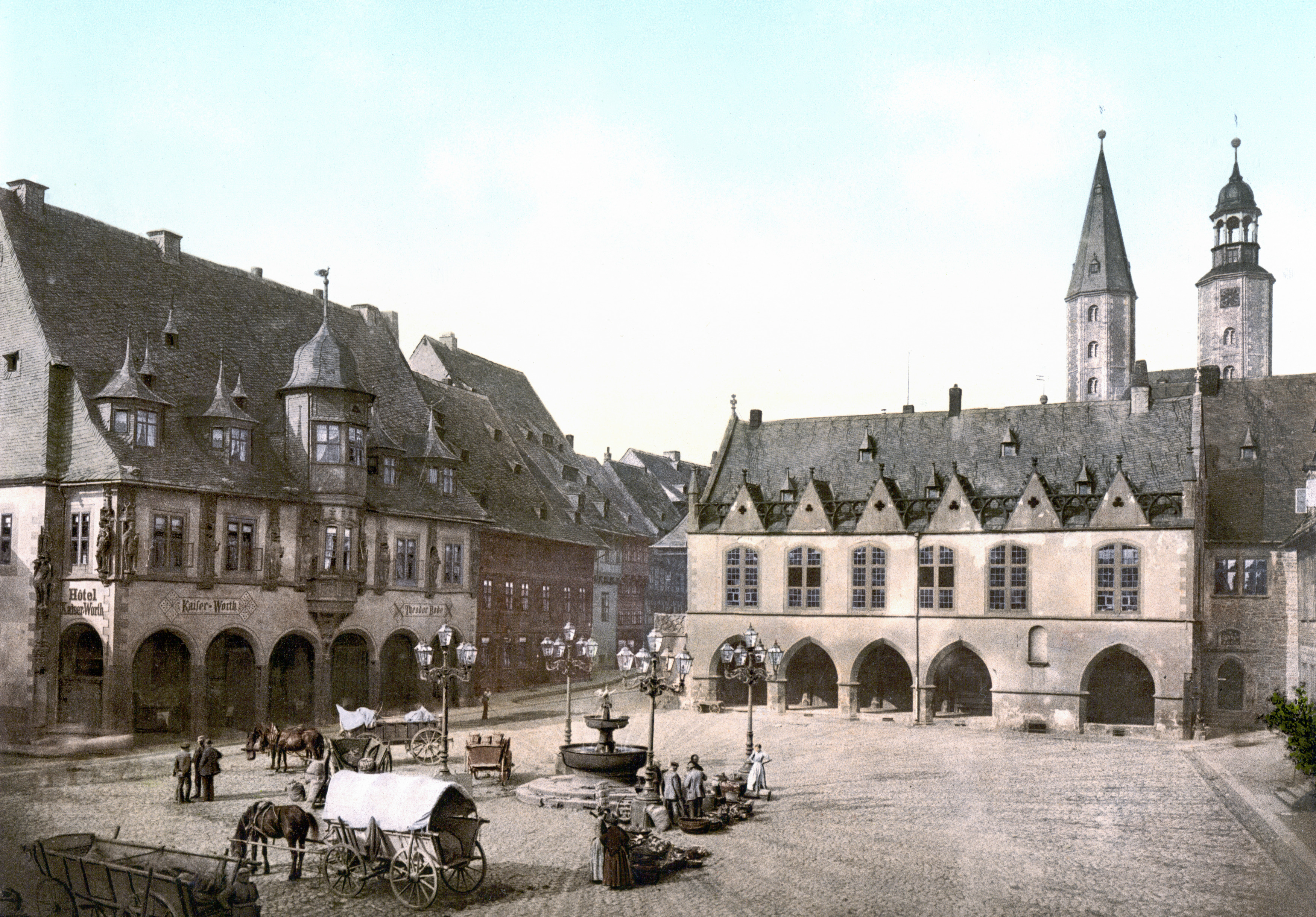
Ринкова площа
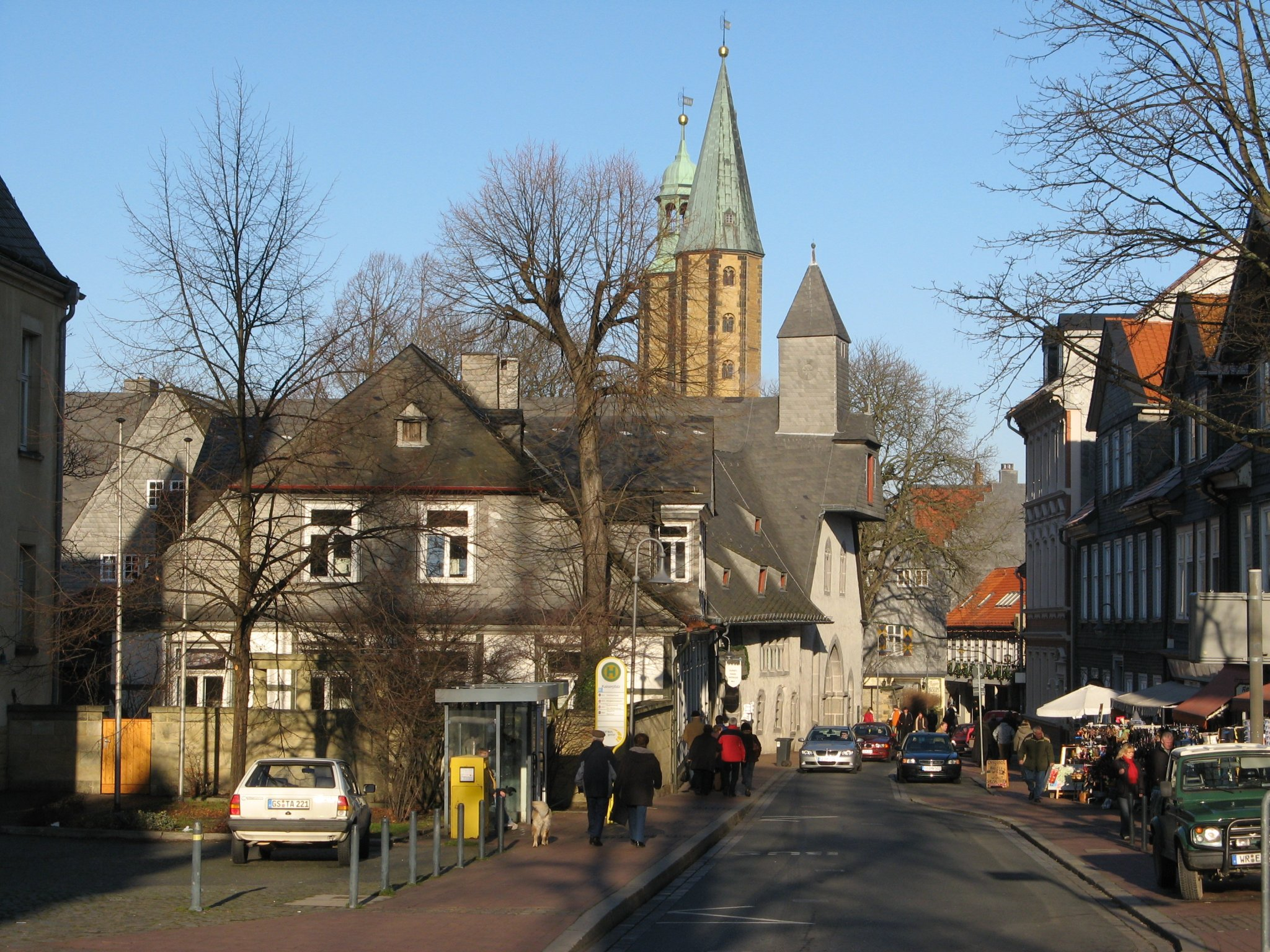
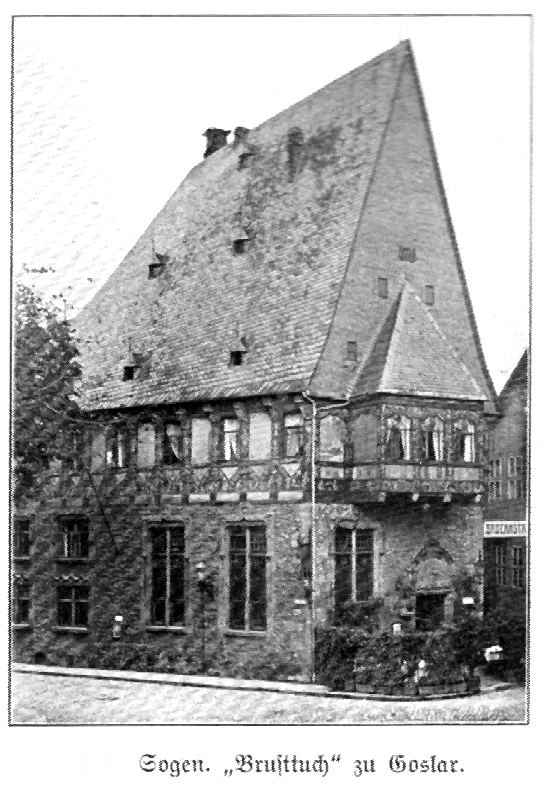
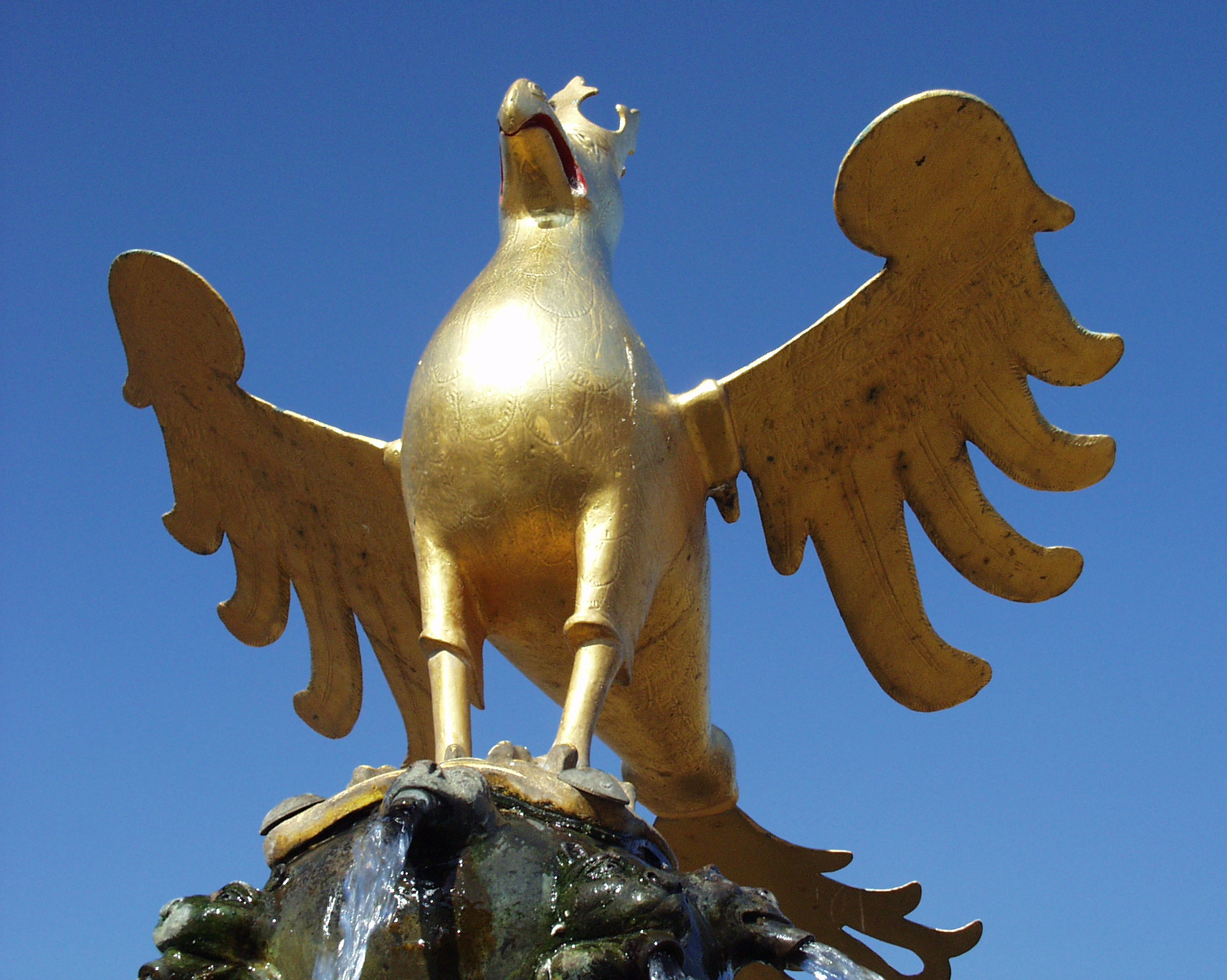
Копія орла з музею на фонтані Ринковій площі
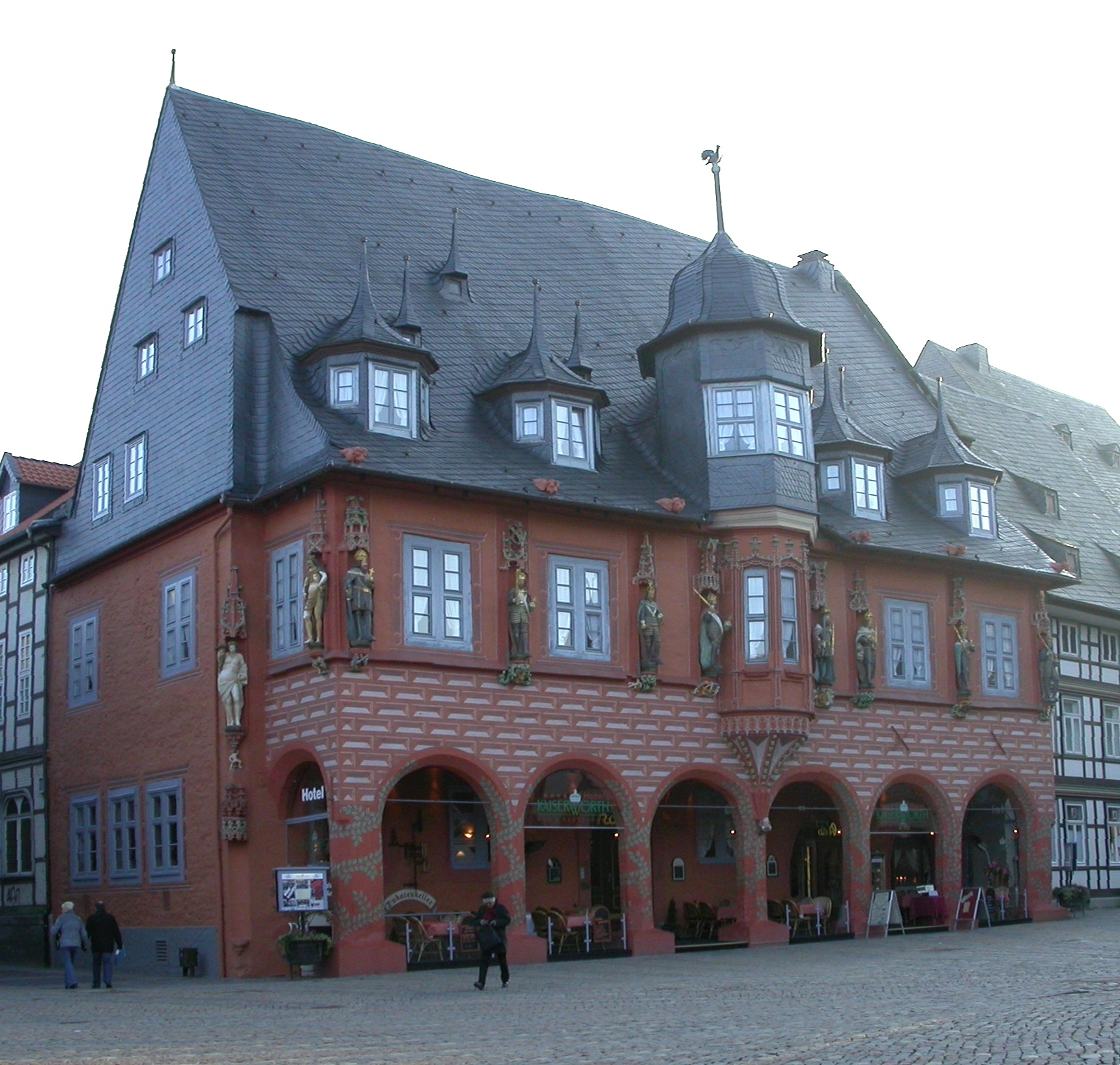
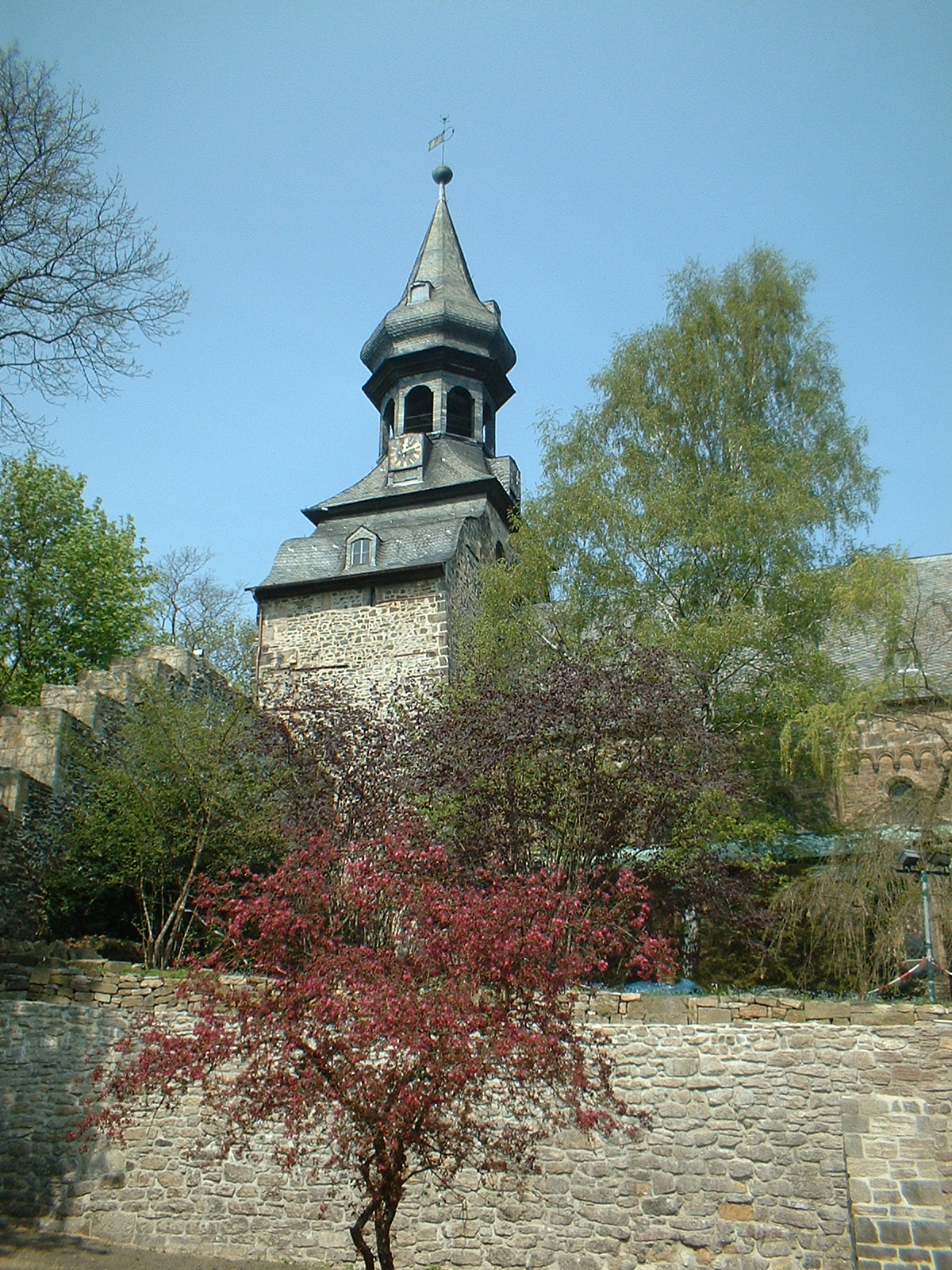
Церква
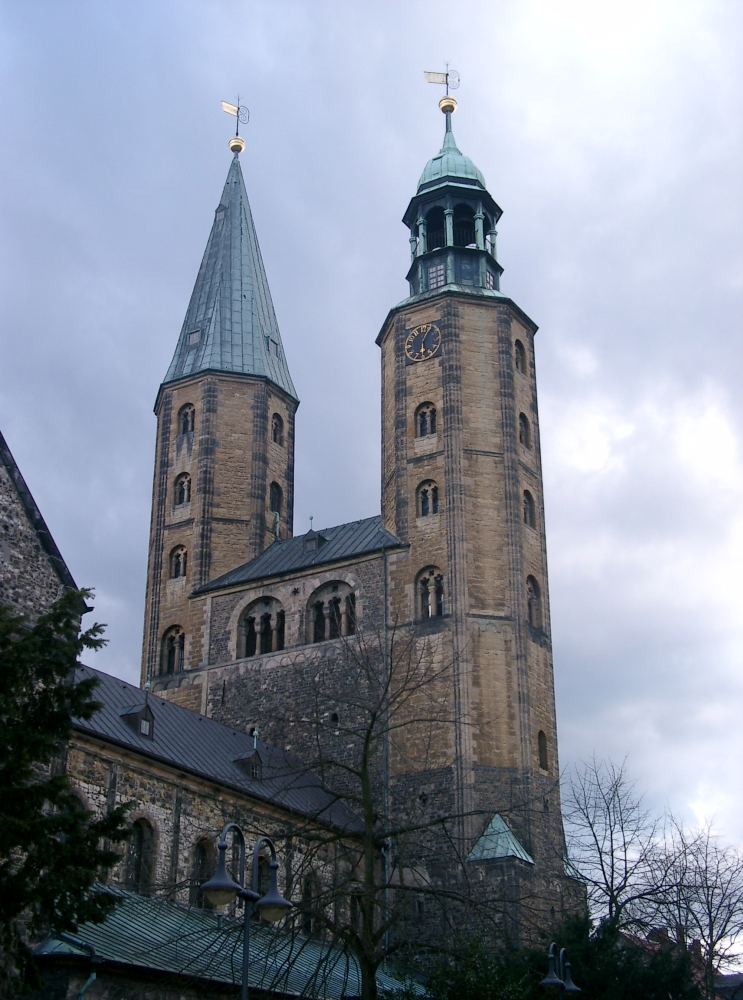
Церква Косьми та Даміана
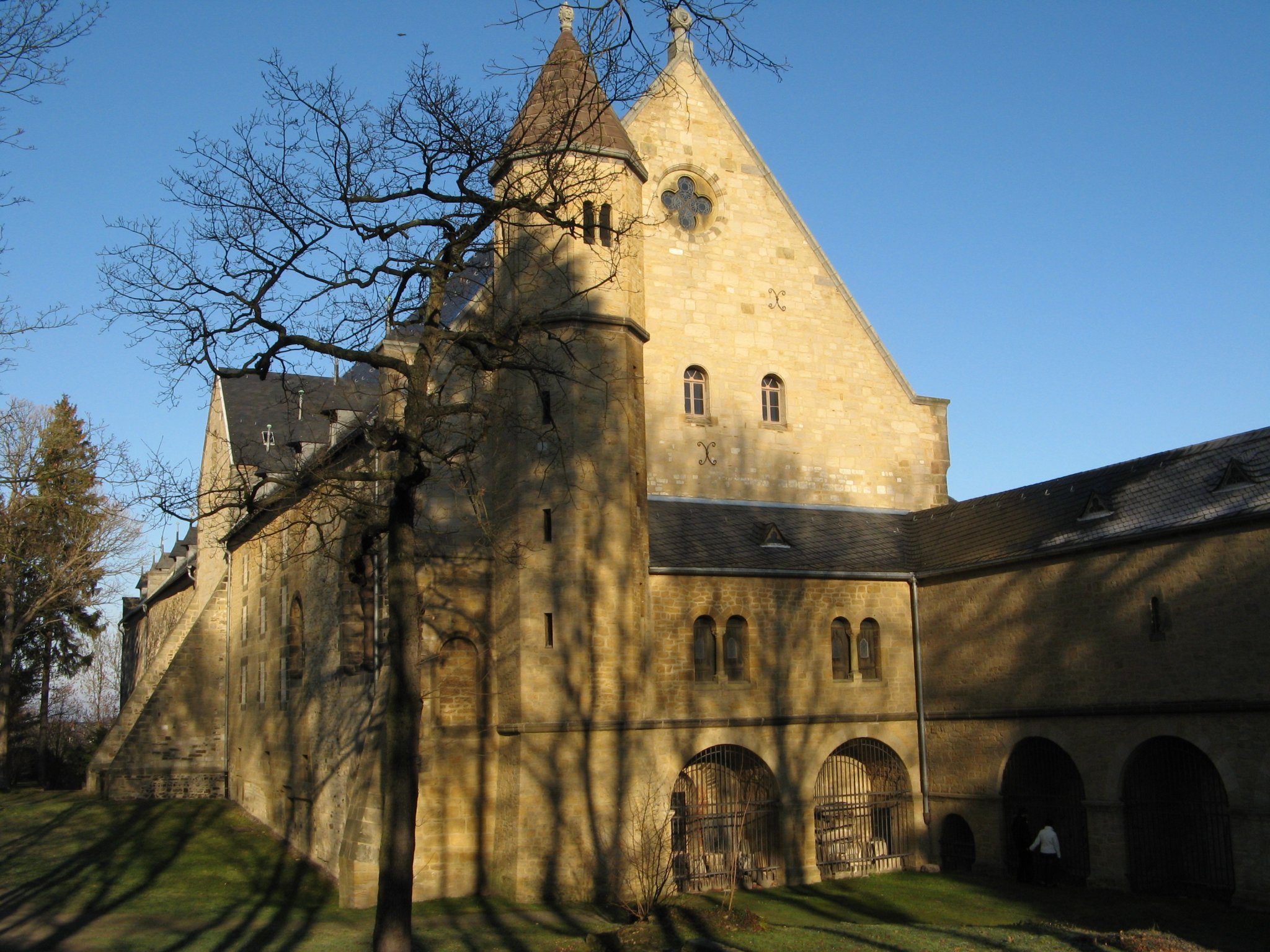
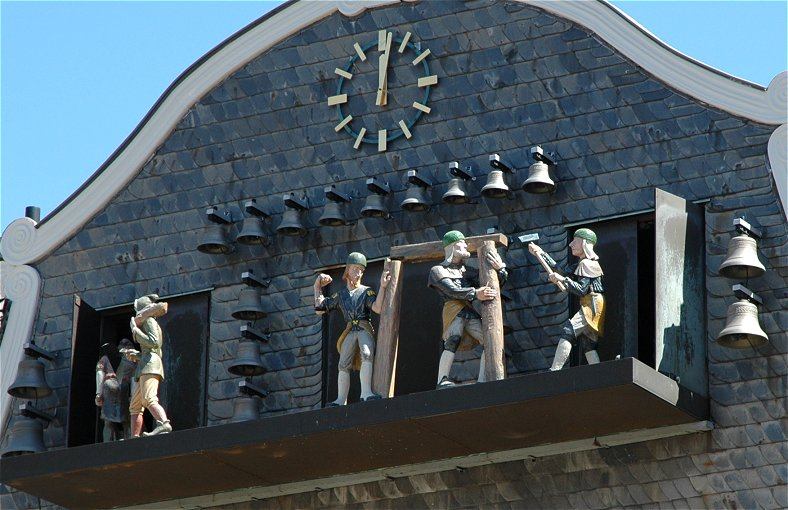
Фігури на годиннику на Ринковій площі. Зроблені у XX столітті
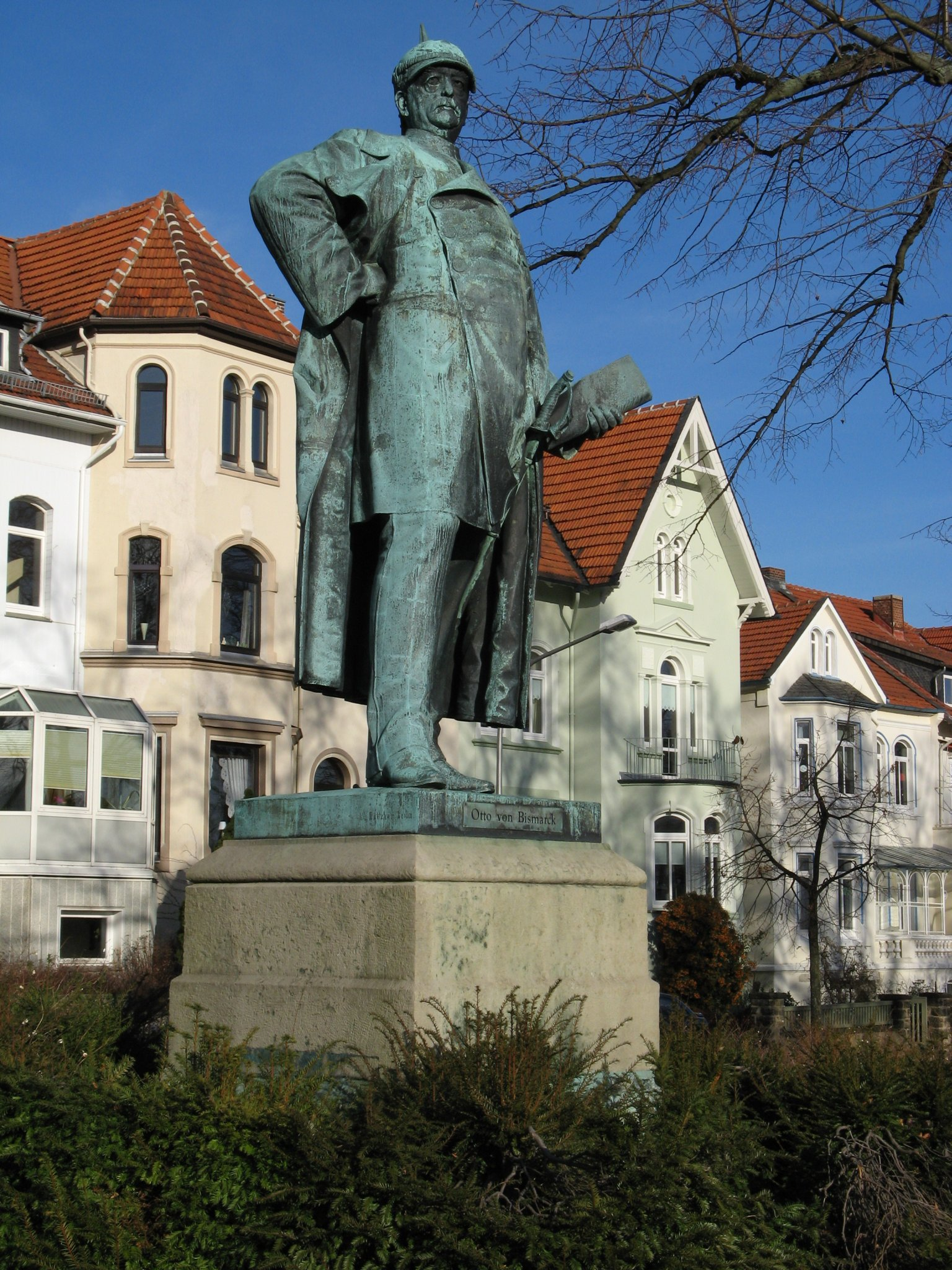
Пам'ятник Бісмарку
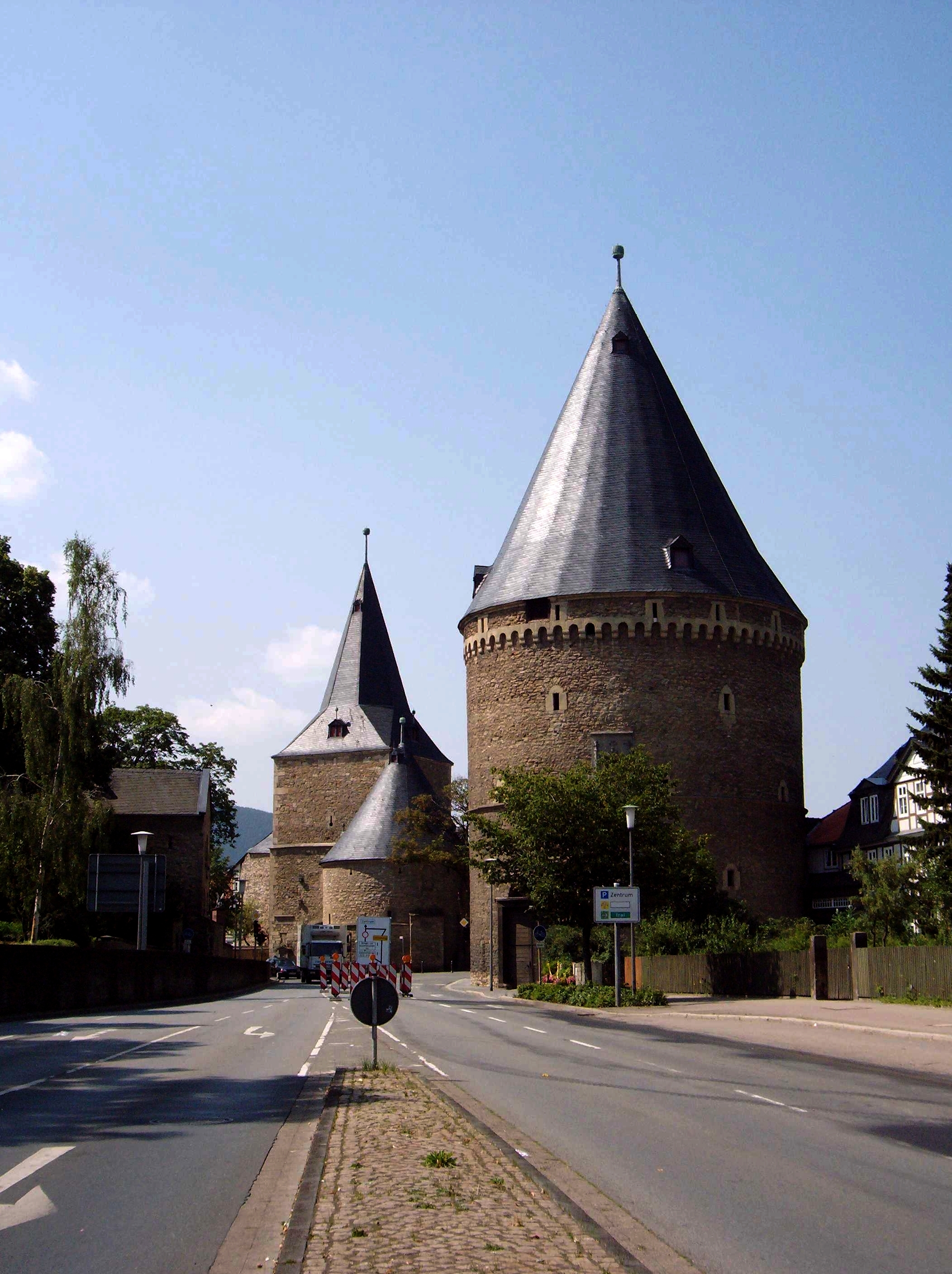
Широкі ворота міста
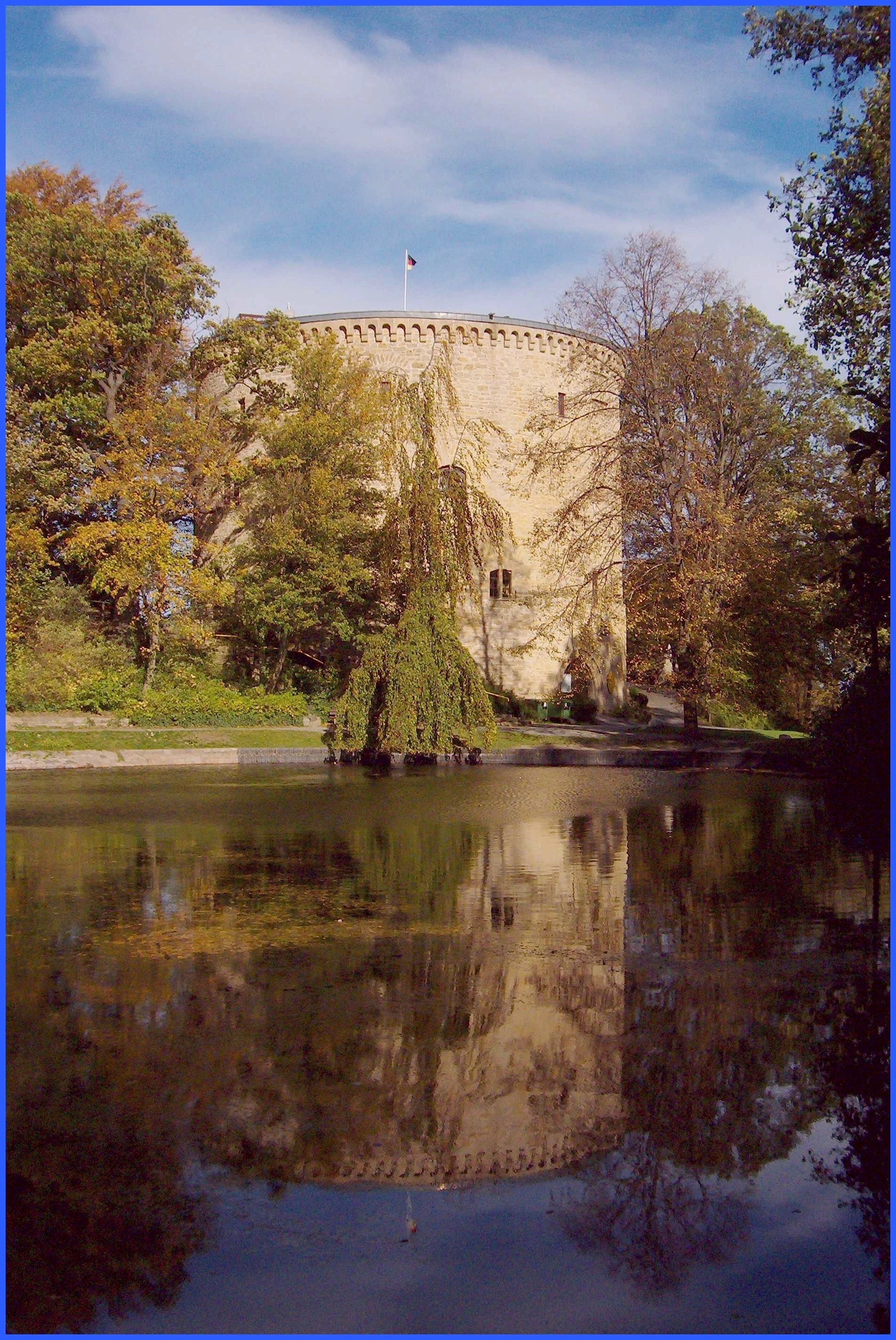
Сторожова вежа, Музей Im Zwinger
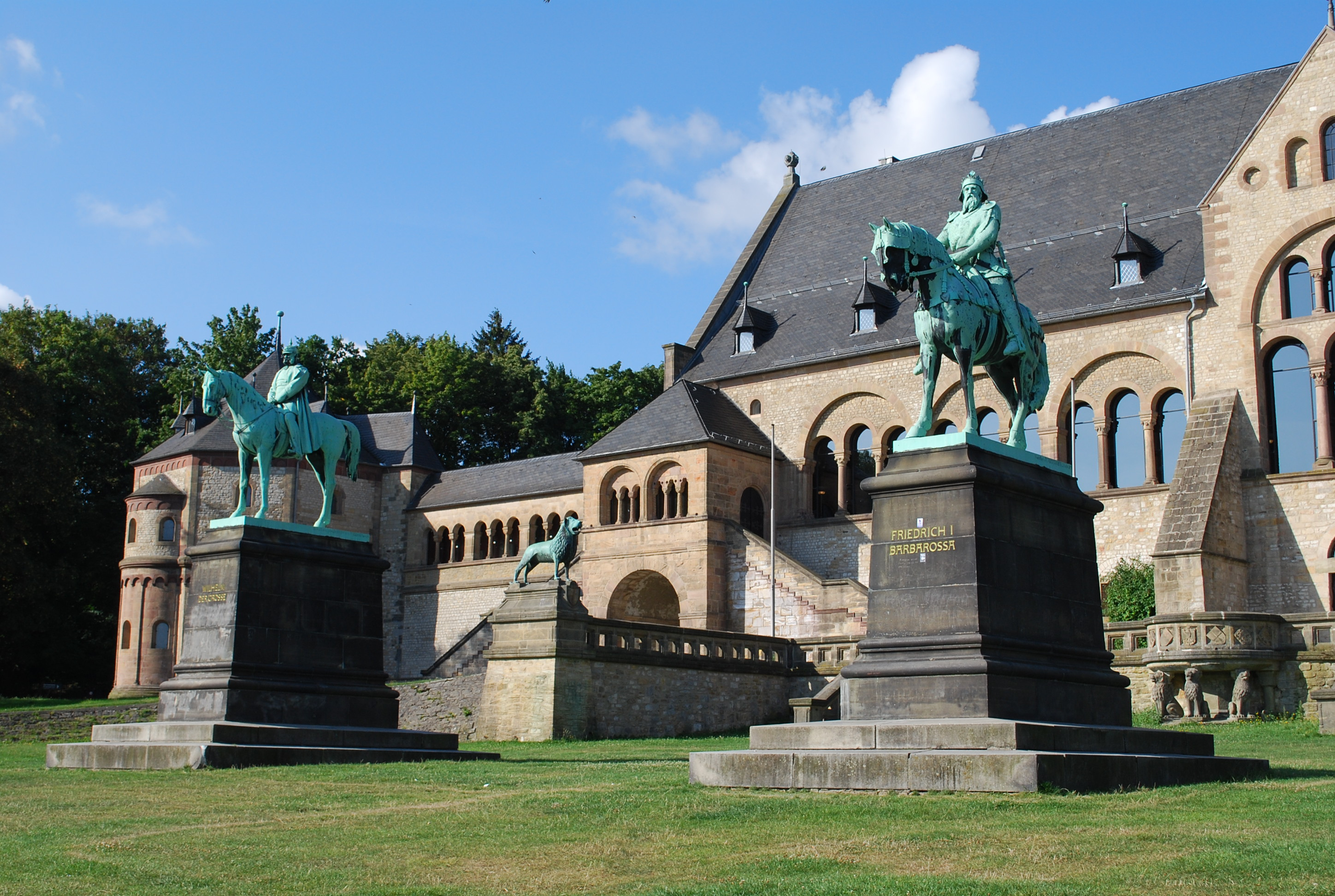
Пам'ятники: Вільгельм Великий та Фрідріх Барбаросса